# Dalheim
Dalheim (luxembourgsk: Duelem) er en kommune og et byområde i Luxembourg. Kommunen, som har et areal på 18,98 km², ligger i kantonen Remich i distriktet Grevenmacher. I 2005 havde kommunen 1.845 indbyggere.
49°32′35″N 6°15′30″Ø / 49.5431°N 6.2583°Ø